# Turøy
Turøy (nebo též Turøyna) je ostrov v obci Fjell v norském kraji Hordaland. Rozkládá se na ploše 1,67 km² a leží západně od ostrovů Toftøyna a Misje v severní části obce Fjell. Před rokem 1964 byl ostrov součástí zaniklé obce Herdla. Na ostrově žije přibližně sto lidí a díky mostu Turøy je spojen silnicí s pevninou (most jej spojuje s ostrovem Toftøyna, přičemž sérií mostů vede silnice až na pevninu, do města Bergen).